# 蓝果刺葡萄
蓝果刺葡萄（学名：Vitis davidii var. cyanocarpa）是葡萄科葡萄属刺葡萄的变种。分布于中国大陆的云南、安徽、湖北等地，生长于海拔600米至2,300米的地区，多生于灌丛中以及疏林中，目前尚未由人工引种栽培。

## 别名
瘤葡萄（中国树木分类学）